# Hannah Montana Forever
Hannah Montana Forever —en español: Hannah Montana por siempre— es la banda sonora de la cuarta temporada de la serie de Disney Channel Hannah Montana, lanzada el 15 de octubre de 2010 por Walt Disney Records. Todas las pistas son interpretadas por la protagonista de la serie, Miley Cyrus, acreditadas a su personaje Hannah Montana. Los cantantes Billy Ray Cyrus, Iyaz y Sheryl Crow aparecen como artistas invitados. La banda sonora es principalmente un disco pop, que ve influencias adicionales de los estilos musicales teen pop, pop rock, power pop, dance-pop y country pop.
El sencillo principal publicado del álbum es «Ordinary Girl» el 8 de julio de 2010 como descarga digital y luego como sencillo en CD, que se ubicó en el Billboard Hot 100 en el número 91. «Are You Ready» fue lanzado como el segundo sencillo el 3 de septiembre de 2010. «Gonna Get This» fue lanzado como el tercer sencillo el 5 de octubre de 2010 y logró alcanzar el puesto 66 en el Billboard Hot 100. «I'm Still Good» fue lanzado como el cuarto y último sencillo el 10 de diciembre de 2010 en descarga digital y como CD sencillo.

## Antecedentes

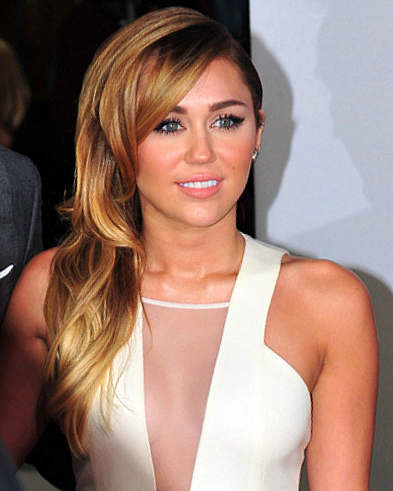
Miley Cyrus (en la foto de 2012) interpretó al personaje principal en la serie de televisión Hannah Montana.

La canción de apertura «Gonna Get This», un dueto con Iyaz, de las Islas Vírgenes Británicas, fue escrita por Niclas Molinder, Joacim Persson, Johan Alkenas y Drew Ryan Scott. Iyaz afirmó que escuchaba la música de Cyrus con mucha frecuencia y que Hannah Montana estaba entre sus series de televisión favoritas junto con otras de Disney Channel. Él dijo: "He estado viendo el programa durante mucho tiempo y finalmente tuve la oportunidad de hacer una canción con Miley". «Gonna Get This» se grabó rápidamente en abril de 2010, según Iyaz, debido a su aparición en un episodio de Hannah Montana. Al principio, llegó al estudio sin saber qué esperar y empezó a dudar, pero al final no podía creer que "lo lograran". Iyaz describió a «Gonna Get This» como una pista con una ventaja, afirmando que Cyrus agregó su estilo característico habitual mientras le daba un "giro isleño". La pista se filtró en Internet en julio de 2010, titulada «This Boy, That Girl».
Toby Gad contribuyó a la banda sonora coescribiendo «Ordinary Girl», «Que Sera» y «Are You Ready». «Are You Ready» fue escrita por Gad, BC Jean y Lyrica Anderson. La canción se grabó para Hannah Montana 3 y se filtró en Internet en noviembre de 2008, junto con pistas de Hannah Montana 3, pero no se incluyó en la banda sonora. Un dueto con Sheryl Crow, estrella invitada en el episodio "It's the End of Jake as We Know It", titulado «Need a Little Love», fue escrito exclusivamente por Jaime Houston. «Love That Lets Go» es un dueto con el padre de Cyrus, Billy Ray Cyrus (quien también interpreta al padre de Miley, Robbie Ray Stewart, en Hannah Montana) y fue compuesta por Adam Anders y Nikki Hassman. «I'm Still Good» y «Been Here All Along» fueron escritas por Jennie Lurie, Aris Archontis y Chen Neeman.
Según Walt Disney Records, Hannah Montana Forever cubre mucho terreno musical, desde baladas íntimas hasta pop directo de alto voltaje. «Gonna Get This» tiene muchos sintetizadores y melodías caribeñas. Musicalmente, la balada «Ordinary Girl» es una canción pop caracterizada por su voz madura y su instrumentación impulsada por la percusión. Líricamente, «Ordinary Girl» intenta convencer al público de que, a pesar de la fama, es una persona común. «Kiss It Goodbye» es un número dance-pop, pop rock optimista y «I'll Always Remember You» habla líricamente sobre los sentimientos que ocurren después de una melancólica despedida. «Need a Little Love» es rica en armonías pop. El sonido alegre de «Are You Ready» se inspiró en la música de club. La balada «Love That Lets Go» es un tributo a la relación cercana de Cyrus y su padre, quienes hacen dúo en la pista, tanto dentro como fuera de la pantalla. Siguen «I'm Still Good», una pista uptempo con características de pop rock en su composición musical, y «Been Here All Along», una balada sobre amar a alguien separado por la distancia. La pista de cierre de Hannah Montana Forever, «Barefoot Cinderella», fue descrita como una explosión de música pop por Walt Disney Records.

## Lista de canciones
- Edición estándar

| Hannah Montana Forever |                                               |                                                                      |                          |          |  |
| N.º                    | Título                                        | Escritor(es)                                                         | Productor(es)            | Duración |  |
| 1.                     | «Gonna Get This» (junto a Iyaz)               | Niclas Molinder, Joacim Persson, Johan Alkenas, Drew Ryan Scott      | Twin, Alke               | 3:16     |  |
| 2.                     | «Que Sera»                                    | Toby Gad, BC Jean, Denise Rich, Ray Evans, Jay Livingston            | Gad                      | 2:59     |  |
| 3.                     | «Ordinary Girl»                               | Gad, Arama Brown                                                     | Gad                      | 2:57     |  |
| 4.                     | «Kiss It Goodbye»                             | Molinder, Persson, Jakob Hazell, Charlie Masson, Christoffer Wikberg | Fishman, Hazell          | 2:45     |  |
| 5.                     | «I'll Always Remember You»                    | Mitch Allan, Jessi Alexander                                         | Allan                    | 3:53     |  |
| 6.                     | «Need a Little Love» (junto a Sheryl Crow)    | Jaime Houston                                                        | Houston                  | 3:55     |  |
| 7.                     | «Are You Ready»                               | Gad, Jean, Lyrica Anderson                                           | Gad                      | 3:16     |  |
| 8.                     | «Love That Lets Go» (junto a Billy Ray Cyrus) | Adam Anders, Nikki Hassman                                           | Anders                   | 3:06     |  |
| 9.                     | «I'm Still Good»                              | Jennie Lurie, Aris Archontis, Chen Neeman                            | Lurie, Archontis, Neeman | 3:17     |  |
| 10.                    | «Been Here All Along»                         | Lurie, Archontis, Neeman                                             | Lurie, Archontis, Neeman | 4:01     |  |
| 11.                    | «Barefoot Cinderella»                         | Houston, James Dean Hicks                                            | Houston                  | 2:56     |  |
| 36:21                  |                                               |                                                                      |                          |          |  |

| Hannah Montana Forever — iTunes bonus track |                 |                                    |                        |          |  |
| N.º                                         | Título          | Escritor(es)                       | Productor(es)          | Duración |  |
| 12.                                         | «Wherever I Go» | Adam Watts, Andy Dodd, y HitmanKTI | Watts, Dodd, HitmanKTI | 3:31     |  |
| 39:52                                       |                 |                                    |                        |          |  |

| Hannah Montana Forever — iTunes bonus track |                                                     |                     |              |          |  |
| N.º                                         | Título                                              | Escritor(es)        | Producer(es) | Duración |  |
| 12.                                         | «Are You Ready» (Soul Seekerz Full Length Club Mix) | Gad, Jean, Anderson | Gad          | 6:45     |  |
| 43:06                                       |                                                     |                     |              |          |  |

| Hannah Montana Forever — Amazon bonus track |                                      |                     |              |          |  |
| N.º                                         | Título                               | Escritor(es)        | Producer(es) | Duración |  |
| 12.                                         | «Are You Ready» (Almighty Radio Mix) | Gad, Jean, Anderson | Gad          | 3:55     |  |
| 40:16                                       |                                      |                     |              |          |  |

## Posicionamiento en listas
| País (Lista 2010)              | Mejor posición | Ref    |
| ------------------------------ | -------------- | ------ |
| Alemania (GfK)                 | 65             | [ 14 ] |
| Austria (Ö3 Austria)           | 25             | [ 15 ] |
| Bélgica (Ultratop Flandes)     | 90             | [ 16 ] |
| Bélgica (Ultratop Valonia)     | 81             | [ 17 ] |
| España (PROMUSICAE)            | 23             | [ 18 ] |
| Estados Unidos (Billboard 200) | 11             | [ 19 ] |
| Estados Unidos (Kid Albums)    | 1              | [ 20 ] |
| Estados Unidos (Soundtracks)   | 1              | [ 21 ] |
| Francia (SNEP)                 | 55             | [ 22 ] |
| México (AMPROFON)              | 33             | [ 18 ] |
| Nueva Zelanda (RMNZ)           | 32             | [ 23 ] |
| Portugal (AFP)                 | 9              | [ 24 ] |
| Suiza (Schweizer Hitparade)    | 74             | [ 25 ] |
| Reino Unido (UK Albums Chart)  | 38             | [ 26 ] |

## Certificaciones
| País           | Organismo certificador | Certificación | Ventas certificadas | Ref.   |
| Brasil         | ABPD                   | Oro           | 20 000              | [ 27 ] |
| Estados Unidos | RIAA                   | Oro           | 500 000             | [ 28 ] |
| Portugal       | AFP                    | Platino       | 20 000              | [ 29 ] |
| Reino Unido    | BPI                    | Plata         | 60 000              | [ 30 ] |